# ゲオルゲ・オガラル
ゲオルゲ・クリスティアン・オガラル（Gheorghe Cristian Ogăraru, 1980年2月3日 - ）は、ルーマニア・ブカレスト出身の元サッカー選手、現サッカー指導者。元ルーマニア代表。現役時代のポジションはディフェンダー。

## 経歴

### クラブ

#### ステアウア・ブカレスト
FCステアウア・ブカレストの下部組織を経て、18歳の時に同クラブのトップチームからプロデビューを果たしており、1999年11月28日のFCオリンピア・サトゥ・マーレ戦 (3-0)がディヴィジアAでの初出場だった。
ステアウアでの1、2シーズンは主に控えで7試合の出場にとどまっていた。その為、2000-01シーズンにディヴィジアBのFCMレシツァ、2001-02シーズンにディヴィジアAのFCオツェルル・ガラツィへそれぞれ期限付き移籍に出され、25試合1得点、20試合1得点と経験を積んだ。2002年にオルェルルのミハイ・ストイカ会長がステアウアのゼネラルマネージャーに就任したのを機にステアウアでの先発を掴み、以後、シーズンが経つに連れて評価を高めると、リーグ最終節の2006年6月7日にFCヴァスルイ戦 (4-0)に先発出場してリーグ優勝に貢献。これがステアウアでの最後の試合となった。UEFAカップの方では、2004-05シーズンに前年度王者のバレンシアCFを破り、2005-06シーズンに準決勝のミドルズブラFC戦まで到達する等の躍進を支えた。

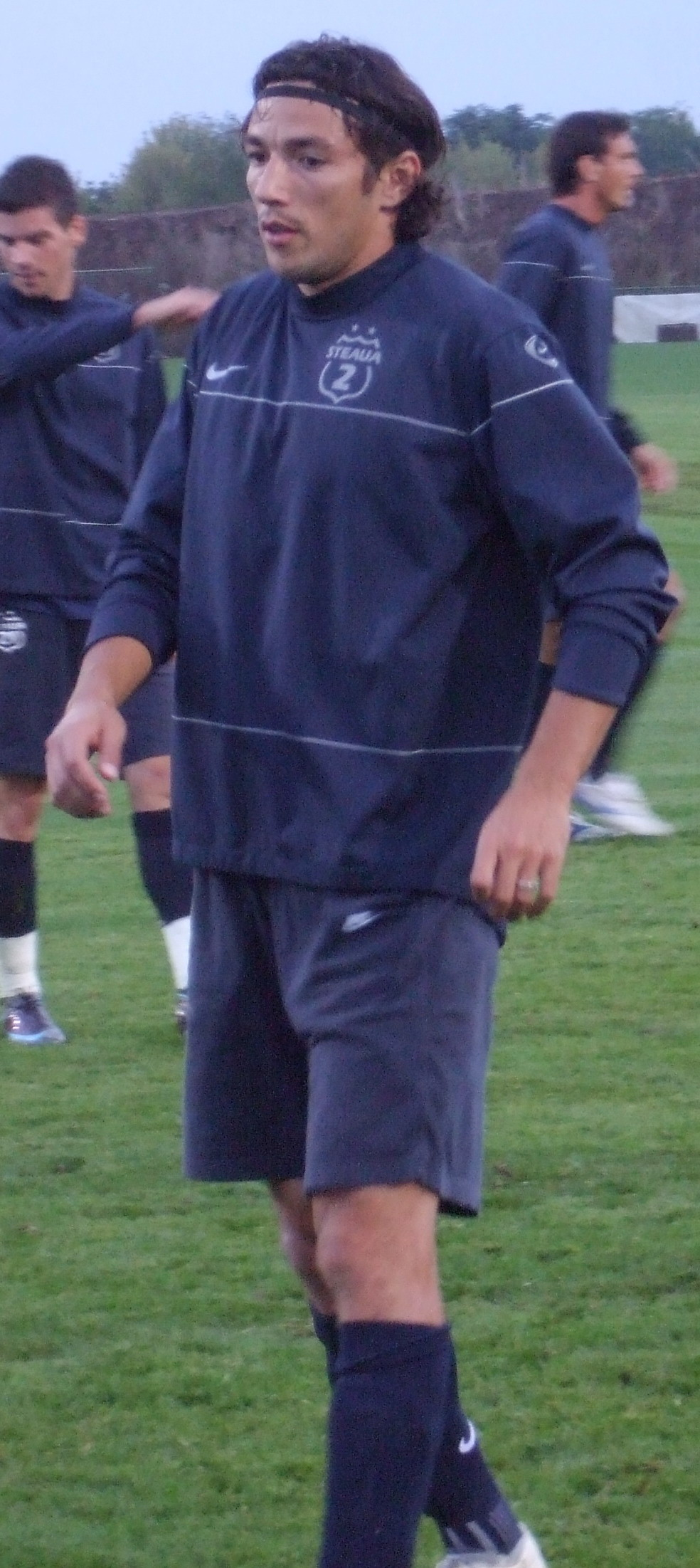
FCステアウア・ブカレストで練習をするオガラル

#### アヤックス
2006年5月23日に移籍金330万ユーロで同郷のニコラエ・ミテアが在籍するエールディヴィジ のアヤックス・アムステルダムにハーテム・トラベルスィーの後釜として、7月1日からの4年契約で移籍した。8月20日のRKCヴァールヴァイク戦 (5-0)でリーグ戦初出場した。加入1季目は、公式戦初出場となったPSVアイントホーフェンとのヨハン・クライフ・シャール (3-1)、AZアルクマールとのKNVBカップのタイトルを獲得しており、前者ではアルナ・コネへの対応がヘンク・テン・カテ監督を納得させることが出来ず、前半終了後に交代を告げられているが、後者では延長戦含む120分フル出場してPK戦も成功させた。翌年もヨハン・クライフ・シャールのタイトルを獲得したが、試合中のハムストリングの負傷によって25分に交代し、4週間の離脱となった。
その後、グレゴリー・ファン・デル・ヴィールの台頭とブルーノ・シルバの加入から余剰戦力と見なされており、2008年9月1日に古巣のステアウア・ブカレストへ1シーズンの期限付き移籍に出されたが、アヤックスに復帰後も状況は変化しなかったことで、2010年7月17日にスイス・スーパーリーグのFCシオンへ完全移籍をした。
2011-12シーズン終了に伴いシオンを退団した後は、2012年9月にメジャーリーグサッカーのシアトル・サウンダーズFCのトライアウトに参加し、クラブ・デポルティボ・チーヴァス・USAとのリザーブ試合に出場した。しかし、サラリーキャップの問題から契約を結ぶことが出来ず、同年12月下旬には古巣アヤックスの練習に参加した。2013年7月22日に33歳で現役引退を表明した。

### 代表
2005年3月26日の2006 FIFAワールドカップ・ヨーロッパ予選オランダ戦 (0-2)でルーマニア代表として初出場を飾る。以後、ヴィクトル・ピツルカ監督は右サイドバックにコスミン・コントラを始め、ペトレ・マリン、ヴァレンティン・バドイを選択した為に出場することはなかったが、コントラの負傷により、2007年10月にUEFA EURO 2008予選のオランダ戦とルクセンブルク戦に向け、約2年ぶりに招集され、10月13日のオランダ戦 (1-0)で2試合目に出場した。同予選では4試合に出場し、出場に貢献したが、数ヶ月所属クラブでレギュラーを外れていたことで、UEFA EURO 2008に向けた26人の代表候補に入れなかった。

### 指導者
現役引退後はアヤックス・アムステルダムでコーチ業の研修に参加し、その一環として2013年にアヤックス・アカデミーを指導した。2014年にも参加していたが、同年9月にリーガ1のFCウニヴェルシタテア・クルジュの監督に就任し、アヤックスのリザーブチームであるヨング・アヤックスからダンゼル・グラーフェンバッハを引き連れていった。しかし、初戦のFCラピド・ブカレスト戦から勝ち点を落とすなど成績は芳しくなく、2005年3月1日に解任された。

### 私生活
既婚者であり、3人の子供がいる。

## 個人成績

### クラブでの出場記録
出典:
| クラブ            | シーズン         | 国内リーグ             | 国内リーグ | 国内リーグ | 国内カップ | 国内カップ | 欧州カップ | 欧州カップ | 合計 | 合計 |
| クラブ            | シーズン         | 所属リーグ             | 出場       | 得点       | 出場       | 得点       | 出場       | 得点       | 出場 | 得点 |
| ----------------- | ---------------- | ---------------------- | ---------- | ---------- | ---------- | ---------- | ---------- | ---------- | ---- | ---- |
| ステアウア        | 1998-99          | ディヴィジアA          | 5          | 0          |            |            |            |            | 5    | 0    |
| ステアウア        | 1999-2000        | ディヴィジアA          | 7          | 0          |            |            | 1          | 0          | 8    | 0    |
| ステアウア        | 2002-03          | ディヴィジアA          | 23         | 0          |            |            |            |            | 23   | 0    |
| ステアウア        | 2003-04          | ディヴィジアA          | 16         | 0          |            |            | 3          | 0          | 19   | 0    |
| ステアウア        | 2004-05          | ディヴィジアA          | 28         | 2          |            |            | 12         | 0          | 40   | 2    |
| ステアウア        | 2005-06          | ディヴィジアA          | 28         | 1          |            |            | 18         | 0          | 46   | 1    |
| ステアウア        | 合計             | 合計                   | 107        | 3          |            |            | 34         | 0          | 141  | 3    |
| レシツァ (loan)   | 2000-01          | ディヴィジアB          | 25         | 1          |            |            | -          | -          | 25   | 1    |
| レシツァ (loan)   | 合計             | 合計                   | 25         | 1          |            |            | -          | -          | 25   | 1    |
| オツェルル (loan) | 2001-02          | ディヴィジアA          | 20         | 1          |            |            | -          | -          | 20   | 1    |
| オツェルル (loan) | 合計             | 合計                   | 20         | 1          |            |            | -          | -          | 20   | 1    |
| アヤックス        | 2006-07          | エールディヴィジ       | 28         | 0          | 10         | 0          | 6          | 0          | 44   | 0    |
| アヤックス        | 2007-08          | エールディヴィジ       | 16         | 0          | 4          | 0          | 2          | 0          | 22   | 0    |
| アヤックス        | 2008-09          | エールディヴィジ       | 0          | 0          | 0          | 0          | 0          | 0          | 0    | 0    |
| アヤックス        | 2009-10          | エールディヴィジ       | 0          | 0          | 0          | 0          | 0          | 0          | 0    | 0    |
| アヤックス        | 合計             | 合計                   | 44         | 0          | 14         | 0          | 8          | 0          | 66   | 0    |
| ステアウア (loan) | 2008-09          | リーガ1                | 20         | 0          | 0          | 0          | 4          | 0          | 24   | 0    |
| ステアウア (loan) | 合計             | 合計                   | 20         | 0          | 0          | 0          | 4          | 0          | 24   | 0    |
| シオン            | 2010-11          | スイス・スーパーリーグ | 28         | 2          | 3          | 2          | -          | -          | 31   | 4    |
| シオン            | 2011-12          | スイス・スーパーリーグ | 3          | 0          | 0          | 0          | 0          | 0          | 3    | 0    |
| シオン            | 合計             | 合計                   | 31         | 2          | 3          | 2          | 0          | 0          | 34   | 4    |
| キャリア通算成績  | キャリア通算成績 | キャリア通算成績       | 247        | 7          | 17         | 2          | 46         | 0          | 310  | 9    |

### 代表での成績
出典:
| ルーマニア代表 | ルーマニア代表 | ルーマニア代表 |
| 年             | 出場           | 得点           |
| -------------- | -------------- | -------------- |
| 2005           | 1              | 0              |
| 2007           | 4              | 0              |
| 2008           | 5              | 0              |
| 2009           | 1              | 0              |
| Total          | 11             | 0              |

### 監督としての成績
出典:
| クラブ                         | 国             | 就任         | 退任         | 記録 | 記録 | 記録 | 記録 | 記録   |
| クラブ                         | 国             | 就任         | 退任         | 試合 | 勝ち | 分け | 負け | 勝率 % |
| ------------------------------ | -------------- | ------------ | ------------ | ---- | ---- | ---- | ---- | ------ |
| FCウニヴェルシタテア・クルジュ | ルーマニアの旗 | 2014年9月5日 | 2015年3月1日 | 17   | 5    | 4    | 8    | 029.41 |

## タイトル
クラブ
 FCステアウア・ブカレスト
- リーガ1 : 2004-05, 2005-06
- クパ・ロムニエイ : 1998-99

 アヤックス・アムステルダム
- KNVBカップ : 2006-07, 2009-10
- ヨハン・クライフ・シャール : 2006-07, 2007-08

 FCシオン
- スイス・カップ : 2010-11